# 윔피 키드
《윔피 키드》(영어: Diary of a Wimpy Kid)는 제프 키니의 어린이 코미디 소설이다.

## 등장 인물
- 그레그 헤플리(Gregory Heffley): 이 이야기의 주인공으로, 가족과 친구와의 갈등을 가지고 있다.
- 로드릭 헤플리(Rodrick Heffley): 그레그의 형으로, 기회가 있을 때마다 항상 그레그를 괴롭힌다. 잠이 많고 반항적인 태도를 보인다.
- 롤리 제퍼슨(Rowley Jefferson): 그레그의 절친으로, 조금 멍청하지만 그가 원하는 건 기꺼이 해준다.
- 메니 헤플리(Manny Heffley): 그레그의 세 살짜리 동생이다. 엄마, 아빠의 사랑을 독차지한다.
- 수잔 헤플리(Susan Heffley): 그레그의 엄마이다. 매우 활발하다.
- 프랭크 헤플리(Frank Heffley): 그레그의 아빠이다. 단 것을 좋아한다.

## 목록
1. 학교 생활의 법칙 (개정판: 학교 생활 일기) (영어: Diary of a Wimpy kid)
2. 로드릭 형의 법칙 (개정판: 형제의 전쟁 일기) (영어: Diary of a Wimpy kid 2: Rodrick rules)
3. 그레그의 생존 법칙 (개정판: 최악의 상황 일기) (영어: Diary of a Wimpy kid 3: The last straw)
4. 여름 방학의 법칙 (개정판:완벽한 여름 방학 일기) (영어: Diary of a Wimpy kid 4: Dog days)
5. 사춘기의 법칙 (개정판:위기의 사춘기 일기) (영어: Diary of a Wimpy kid 5: The ugly truth)
6. 머피의 법칙 (개정판:현장 수배 일기) (영어: Diary of a Wimpy kid 6: Cabin fever)
7. 큐피드의 법칙 (개정판:눈물의 발렌타인 일기) (영어: Diary of a Wimpy kid 7: The third wheel)
8. 절친의 법칙 (개정판:흔들린 우정 일기) (영어: Diary of a Wimpy kid 8: Hard luck)
9. 가족 여행의 법칙 (개정판:잘못된 만남 일기) (영어: Diary of a Wimpy kid 9: The long haul)
10. 시간 탐험 일기 (영어: Diary of a Wimpy kid 10: Old school)
11. 무모한 도전 일기 (영어: Diary of a Wimpy kid 11: Double down)
12. 아찔한 휴가 일기 (영어: Diary of a Wimpy kid 12: The getaway)
13. 겨울 전쟁 일기 (영어: Diary of a Wimpy kid 13: The Meltdown)
14. 수상한 리모델링 일기 (영어: Diary of a Wimpy kid 14: Wrecking ball)
15. 기적의 캠핑 일기 (영어: Diary of a wimpy kid 15:The deep end) 내가 만드는 윔피키드(개정판:내맘대로 DIY 일기) (영어: Diary of a Wimpy kid: Do-it-yourself book)

• 윔피키드 MOVIE DIARY (개정판:그레그의 영화일기) (영어: The Wimpy kid: Movie diary)
• 롤리의 일기